# パークシティ武蔵小杉ザ・グランドウイングタワー
パークシティ武蔵小杉ザ・グランドウイングタワー（パークシティむさしこすぎザ・グランドウイングタワー）は、神奈川県川崎市中原区に所在する超高層マンション。

## 概要
武蔵小杉駅南口地区東街区第一種市街地再開発事業（小杉駅南口地区C地区）よって建設された。先行して整備されたD・E地区（グランド地区）の西側に位置する。武蔵小杉駅に隣接する1.7ヘクタールの土地には住宅棟の他、駅前広場や商業施設棟（ららテラス）も整備された。かつては中小企業婦人会館などがあった。当初は2010年度の完成を予定していたが延期した。

## 歴史
- 1999年（平成11年）5月 - 武蔵小杉駅南口地区東街区市街地再開発準備組合設立。
- 2006年（平成18年）5月 - 都市計画決定告示。
- 2009年（平成21年）1月 - 市街地再開発組合設立認可。
- 2010年（平成22年）7月 - 権利変換計画認可。
- 2011年（平成23年）1月 - 着工。
- 2014年（平成26年）3月 - 竣工。

## アクセス
- 横須賀線・東急東横線武蔵小杉駅南口徒歩1分